# 波蘭動物學博物館期刊
《波蘭動物學博物館期刊》（Annales Zoologici；舊稱）是一部透過同行評審來進行審閱的科学季刊，涵蓋所有與系統動物學相關（但以昆蟲學為主）的範疇。本期刊創立於1951年，由波蘭科學院旗下的動物學研究所及博物館出版。

## 外部連結
- 官方网站